# Classe Aquila
La classe Aquila di esploratori leggeri della Regia Marina era costituita da quattro unità inizialmente costruite per la Marina della Romania nei cantieri Pattison di Napoli. Queste unità ebbero una storia complessa, avendo successivamente servito sotto diverse bandiere e due di esse combatterono in entrambe le guerre mondiali.

## Caratteristiche
Le unità erano dotati di propulsione a vapore con caldaie a tubi d'acqua alimentate a nafta e turbine che scaricavano su 2 eliche 40.000 hp di potenza. L'apparato propulsore permetteva di raggiungere la velocità massima era di 34,2 nodi con un'autonomia di 1700 miglia a 15 nodi.
L'armamento originario era di 3 cannoni singoli da 152/40 mm e 4 cannoni singoli da 76/40 Mod. 1916 R.M., 2 mitragliere, 4 tubi lanciasiluri da 450 mm in 2 impianti binati, mine e bombe di profondità.

## Servizio
Le unità vennero ordinate dalla Romania ai cantieri italiani nel 1913 come conduttori di flottiglia. Le unità vennero battezzate Vifor, Viscol, Vârtej e Vijelia. Le unità furono requisite dal governo italiano nel 1915 in seguito all'entrata in guerra dell'Italia nel primo conflitto mondiale e le unità vennero rispettivamente ribattezzate Aquila, Falco, Nibbio e Sparviero ed allestite come esploratori leggeri.
Al termine del conflitto le prime due unità rimasero in servizio nella Regia Marina, mentre le altre due furono rivendute alla Romania e giunsero a Constanța nel 1920. Durante un ciclo di manutenzione presso i cantieri Pattison, nel 1923, le unità rumene (Mărăști e Mărașești) ebbero delle modifiche all'armamento con la sostituzione delle tre torri da 152/40 mm con 5 cannoni Canet-Schneider-Armstrong da 120/45 mm in due impianti binati ed uno singolo.

## Unità

### Aquila
La sua costruzione venne avviata nel 1914 per la Marina della Romania con il nome Vigor. Requisito dalla Regia Marina nel 1915, venne ribattezzato Aquila e varato il 26 luglio 1916 entrò in servizio come esploratore leggero all'inizio del 1917 partecipò al primo conflitto mondiale impiegato in Adriatico. Il 15 maggio 1917, durante un'azione navale venne colpito da un colpo sparato dal cacciatorpediniere austriaco Csepel, rimanendo immobilizzato e costretto ad essere rimorchiato in porto. Il cacciatorpediniere austriaco Csepel al termine del conflitto sarebbe entrato a far parte della Regia Marina quale preda di guerra con il nome Muggia. Nel 1937 l'Aquila fu ceduto alla Spagna dove fu ribattezzato Melilla prestando servizio fino al 1950.

### Falco
Ordinato dalla Romania con il nome Viscol, fu requisito dalla Regia Marina nel 1916 ma fu completato solo dopo la fine del primo conflitto mondiale. Varato il 16 agosto 1919 entrò in servizio come esploratore nel 1920. Nel 1937 fu ceduto alla Spagna dove fu ribattezzato Ceuta prestando servizio fino al 1948.

### Nibbio
La sua costruzione venne avviata nel 1914 per la Marina della Romania con il nome Vârtej. Requisito dalla Regia Marina nel 1915, venne ribattezzato Nibbio e varato il 30 gennaio 1918 entrò in servizio nello stesso anno partecipando alle operazioni finali della prima guerra mondiale impiegato in Adriatico. Nel 1920 venne acquistato dalla Romania e ribattezzato Mărăști. Nella nuova Marina di appartenenza partecipò alla seconda guerra mondiale e fu catturato dai sovietici quando, alla fine dell'agosto 1944, La Romania venne occupata dei sovietici. Ribattezzato Legkij (Легкий), fu restituito dall'Unione Sovietica alla Romania nel 1946 e denominato D.11 rimase in servizio fino al 1963.

### Sparviero
La sua costruzione venne avviata nel 1914 per la Marina della Romania con il nome Vijelia. Requisito dalla Regia Marina nel 1915, venne ribattezzato Sparviero e varato il 26 marzo 1917 entrò in servizio nello stesso anno partecipando alla prima guerra mondiale impiegato in Adriatico. Nel 1920 venne acquistato dalla Romania e ribattezzato Mărașești. Sotto la nuova bandiera partecipò alla seconda guerra mondiale e, nel luglio 1943, affondò il sommergibile sovietico M 31 nel corso di una missione di scorta. Alla fine dell'agosto 1944 quando la Romania venne occupata dalle truppe sovietiche venne catturato entrando a far parte della Marina Sovietica. Ribattezzato dai sovietici Lovkij (Ловкий), fu restituito alla Romania nel 1946 e denominato D.12 rimase in servizio fino al 1963.

### Romania

#### Classe Mărăști
Le unità vendute alla Romania vennero ribattezzate Mărăști e Mărașești in ricordo di due battaglie vinte dai romeni durante la prima guerra mondiale e vennero impiegati come cacciatorpediniere conduttori di flottiglia. Le due unità che nella nuova marina di appartenenza costituirono la Classe Mărăști, nel corso del secondo conflitto mondiale, nel quale la Romania era schierata a fianco dell'Asse, vennero impiegate nel Mar Nero principalmente in compiti di scorta tra il Bosforo e la Crimea.

immagini delle navi della Classe Mărăști
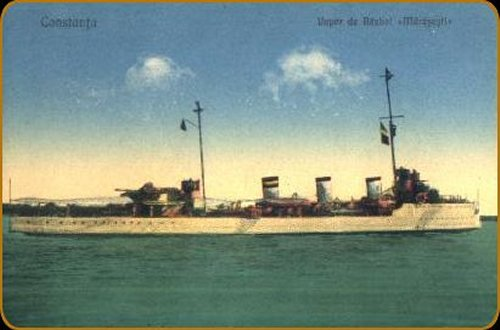
Il cacciatorpediniere Mărașești
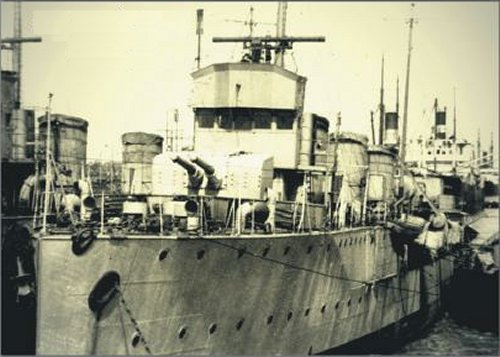
Il cacciatorpediniere Mărăști

##### Lovkij e Legkij
Nell'agosto 1944 un colpo di Stato condotto dal re Mihai, con il supporto degli oppositori politici e dell'esercito, depose Antonescu e mise l'esercito della Romania a fianco agli Alleati. Il colpo di Stato però ebbe l'effetto di una capitolazione in quanto accelerò l'avanzata dell'Armata Rossa all'interno della Romania e l'armistizio del successivo 12 settembre 1944, venne firmato alle condizioni imposte dai sovietici.
Durante l'occupazione sovietica le due unità vennero incorporate nella Marina Sovietica e ribattezzate dai sovietici Lovkij (Ловкий) e Legkij (Легкий) furono impiegate nella Flotta del Mar Nero.

##### Ritorno alla Romania
Al termine del conflitto le due unità vennero restituite alla Romania nel 1946 e vennero sostituite con gli stessi nomi nella Marina Sovietica dai cacciatorpediniere italiani Artigliere e Fuciliere che i sovietici ottennero dall'Italia dal trattato di pace in conto riparazione danni di guerra.
Le due unità restituite dai sovietici, entrate a far parte della Marina della nuova Romania Socialista vennero ribattezzate D.11 e D.12 rimanendo in servizio fino al 1963.

### Spagna

#### Classe Ceuta
Le unità rimaste in servizio nella Regia Marina nell'ottobre 1937 vennero cedute durante la guerra civile spagnola alla Marina franchista. Alle unità venne collocato un falso fumaiolo affinché potessero essere confuse con il Velasco, unico cacciatorpediniere in mano dei nazionalisti. L'Aquila venne inizialmente ribattezzato Velasco-Ceuta e il Falco Velasco-Melilla. Successivamente le due unità presero i nomi di Melilla e Ceuta.
Trattandosi di unità ormai obsolete durante la guerra civile vennero impegnate in compiti secondari. quali missioni di vigilanza e scorta ai mercantili. Da annotare, la cattura, da parte del Ceuta, del cargo repubblicano Prado. Nell'agosto del 1938 le due unità, insieme all'incrociatore Canarias costrinsero il cacciatorpediniere repubblicano José Luis Diez a rifugiarsi nelle acque di Gibilterra.
Terminata nel 1939 la guerra civile le due unità entrarono a far parte della Armada Española e vennero destinate a compiti di istruzione. Il Ceuta rimase in servizio sino al 1948 e il Melilla sino al 1950.